# The Big Ugly
The Big Ugly ist ein US-amerikanischer Spielfilm aus dem Jahr 2020. Die Regie führte Scott Wiper, der gemeinsam mit Paul Tarantino das Drehbuch schrieb. In der Hauptrolle spielt Vinnie Jones einen Gangster, der den Tod seiner Freundin rächen will.

## Handlung
Der britische Gangster Harris reist nach West Virginia zu seinem Freund Preston, um in dessen Ölbohrfirma zu investieren.  Dabei geht es ihm darum, sein schmutziges Geld zu waschen. Begleitet wird er u. a. von seinem Mitarbeiter Neelyn und dessen Freundin Fiona. Als Neelyn morgens im Hotelzimmer aufwacht, ist Fiona verschwunden. Er kann sich aufgrund seines vorherigen heftigen Kokainkonsums nicht daran erinnern, was in der vergangenen Nacht passiert ist.
Auf der Suche nach Fiona findet Neelyn heraus, dass diese mit Prestons Sohn Junior getrunken und mit ihm die Bar verlassen hat. Er hat einen Anruf von Fiona auf der Mailbox seines Handys, in dem sie verzweifelt um Neelyns Hilfe bittet; im Hintergrund ist Junior zu hören. Als er später Fionas Leiche findet, beschließt er, Junior zu töten.
Mit Hilfe von Juniors ehemaligem Kollegen Will und dessen Freundin Kara gelingt es ihm, Junior zu stellen, und nachdem Will Junior angeschossen hat, bricht Neelyn ihm das Genick. Anschließend flüchten die drei und werden von Prestons Männern verfolgt. Während der Flucht entschließt sich Neelyn, zurückzubleiben und die Verfolger aufzuhalten, damit Will und Kara zu Harris’ am Flugplatz bereit stehenden Privatjet fahren können. Unterdessen erschießen sich Harris und Preston gegenseitig.
Während Will und Kara den Flieger erreichen und in Sicherheit sind, wird Neelyn von Milt, einem von Prestons Killern, angeschossen und schwerstverletzt. Als der ihn töten will, wird er von Thomas, einem Mann, mit dem sich Neelyn während seiner Suche nach Fiona angefreundet hat, erschossen. Neelyns Off-Stimme erklärt, dass er Will und Kara noch Informationen mit auf den Weg gegeben hat, um an Harris’s Geldreserven in Panama heranzukommen.

## Besetzung und Synchronisation
The Big Ugly wurde bei der Think Global Media synchronisiert. Dialogregie führte Michael Deffert nach einem Dialogbuch von Daniel Johannes.
| Darsteller          | Deutscher Sprecher | Rolle     |
| ------------------- | ------------------ | --------- |
| Vinnie Jones        | K.Dieter Klebsch   | Neelyn    |
| Ron Perlman         | Tilo Schmitz       | Preston   |
| Malcolm McDowell    | Wolfgang Condrus   | Harris    |
| Brandon Sklenar     | Michael Deffert    | Junior    |
| Leven Rambin        | Daniela Molina     | Kara      |
| Nicholas Braun      | Roman Wolko        | Will      |
| Bruce McGill        | Jürgen Kluckert    | Milt      |
| Daniel Buran        | Peter Sura         | Stoney    |
| Joelle Carter       | Diana Borgwardt    | Tomi      |
| Elyse Levesque      | Patrizia Carlucci  | Jackie    |
| Lenora Crichlow     | Sonja Spuhl        | Fiona     |
| David Myers Gregory | Wolfgang Müller    | Thomas    |
| Stephen Marcus      | Wolfgang Müller    | Big James |

## Hintergrund
The Big Ugly wurde im Vereinigten Königreich und in den Vereinigten Staaten am 24. Juli 2020 veröffentlicht. In Deutschland erschien er am 11. Juni 2021 auf DVD und Blu-ray Disc.

## Kritiken
Das Lexikon des internationalen Films vergibt einen von fünf möglichen Sternen und bemängelt, dass der Film an „seiner ambivalenten Auslegung“ scheitere und es nicht schaffe, „die dramaturgischen Fäden zusammenzuführen.“ Lob gibt es nur für Ron Perlman und Malcolm McDowell, deren Spiel „gekonnt dubios“ sei.